# Central Group
Central Group of Companies (Tiếng Thái: กลุ่มเซ็นทรัล) hay Central Holding là tập đoàn conglomerate Thái Lan tập trung vào lĩnh vực thương mại, bán lẻ, chăm sóc y tế và nhà hàng. CEO hiện tại của công ty là Tos Chirathivat, cháu trai của nhà sáng lập ban đầu.
Tại Việt Nam, Central Retail Việt Nam (CRV) – Tập đoàn bán lẻ và bất động sản uy tín, được thành lập tại Việt Nam vào tháng 7 năm 2011. Hoạt động kinh doanh của Tập đoàn tại Việt Nam bao gồm dịch vụ bán lẻ trên nhiều lĩnh vực như: siêu thị, đồ điện tử, đồ dùng thể thao, thời trang, phát triển trung tâm mua sắm, khách sạn, thương mại điện tử, với 17.000 nhân viên và phục vụ hơn 175.000 khách hàng mỗi ngày. 